# 黃偽瓢螢金花蟲
黃偽瓢螢金花蟲（学名：Oides maculatus）为金花蟲科偽瓢螢金花蟲屬下的一个种。